# Comuna Maidanivka, Borodeanka
Maidanivka (în ucraineană Майданівка) este o comună în raionul Borodeanka, regiunea Kiev, Ucraina, formată din satele Iazvînka, Maidanivka (reședința) și Vîșneakî.

## Demografie
Componența lingvistică a comunei Maidanivka
     Ucraineană (96,8%)
     Rusă (2,71%)
     Alte limbi (0,25%)
Conform recensământului din 2001, majoritatea populației comunei Maidanivka era vorbitoare de ucraineană (96,8%), existând în minoritate și vorbitori de rusă (2,71%).